# Gothic (mode)

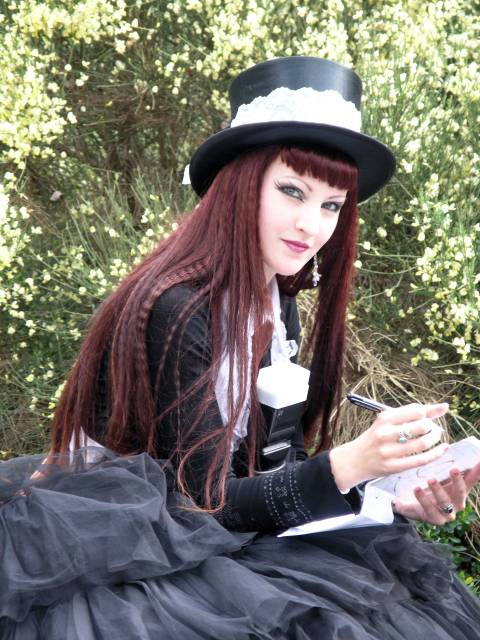
Vrouw in Gothic kledij

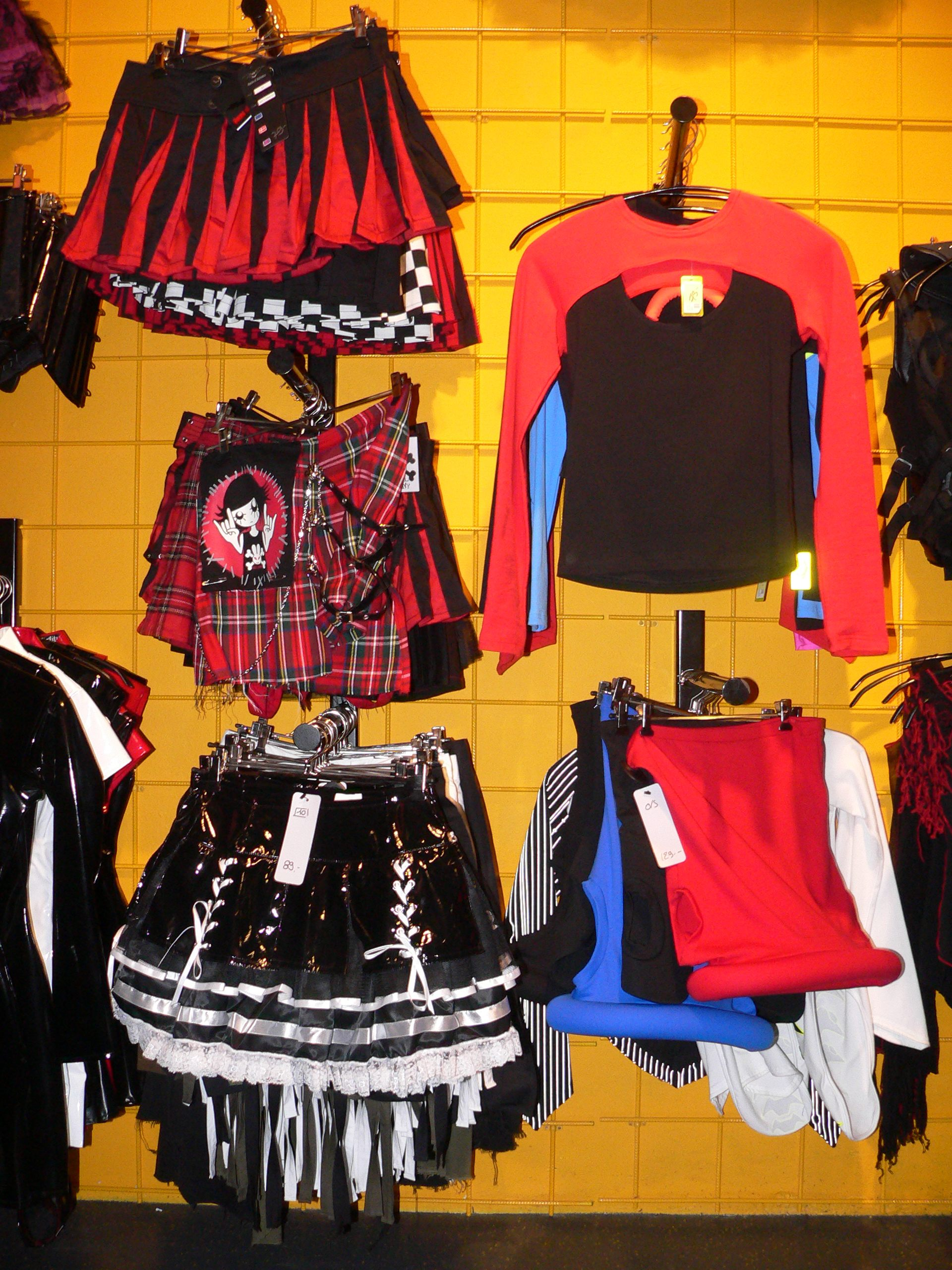
Gothic kledij

Gothic is een donkere, soms morbide, geërotiseerde kledingstijl. Typische gothic kledij en uiterlijke kenmerken voor vrouwen bestaan veelal uit lange jurken, korsetten, sluiers, naar achter gekamd (groot) haar, eyeliner, zwart gelakte vingernagels, netkousen en stijlen geleend uit de elizabethaanse en victoriaanse tijd. Minder typisch zijn gothic kledingstijlen zoals batcave/deathrock-kledij. Gothic kledij wordt gedragen door liefhebbers van gothic muziek. Die maken deel uit van de gothic subcultuur en worden goths genoemd.

## Gothic kledij als verlenging van de identiteit
De gothic kledingstijl maakt deel uit van de subculturele identiteit van de gothic subcultuur. Dit is niet enkel bij gothic het geval, maar bij veel subculturen. Binnen de subcultuur bestaan heel andere ideeën over wat precies gothic kledij is, dan de ideeën van personen die geen deel uitmaken van deze subcultuur (buitenstaanders). Kledingsstijlen die door veel mensen als gothic worden beschouwd, worden binnen de gothicscene bijvoorbeeld juist gezien als iets voor buitenstaanders. Voorbeelden hiervan zijn extreem gebruik van make-up ('corpse-paint') of bandshirts van metalgroepen. 
In zijn boek Goth: Identity, Style and Subculture (Berg Publishers Ltd., Oxford, 2002) praat Paul Hodkinson over goths die hun uiterlijk gebruiken om hun toewijding aan de subcultuur te demonstreren. Hij stelde vast dat vooral extremere keuzes in uiterlijk die niet of minder gemakkelijk te verbergen zijn (zoals het haar verven of gedeeltelijk afscheren) een grotere toewijding demonstreren.  

### Typisch uiterlijk en kleurgebruik
Typisch gothic kledij is hoofdzakelijk zwart, vaak ook met zilver en/of rood. Verder zijn er ook veel andere kleurencombinaties mogelijk. De typische gothic stijl die soms ook de "romantische" look wordt genoemd, is enkel gelimiteerd door wat de drager denkt aan te kunnen trekken en bestaat vaak uit jurken en korsetten, sluiers, naar achter gekamd haar, eyeliner, zwart gelakte vingernagels, netkousen en stijlen geleend uit de elizabethaanse en victoriaanse tijd. Bij mannen gaat het eerder om strakke broeken, puntige schoenen, losse hemden (soms met ruches) in de stijl van Lord Byron en alles met gespen op. Het soort evenement waar men naartoe gaat, bepaalt soms hoe men zich precies kleedt. Maar expressie van een persoonlijke stijl wordt als belangrijker gezien. Het is niet ongewoon dat verschillende aanwezigen op een gothicfeest zich zeer formeel of extreem kleden op een manier die niets te maken heeft met dat evenement.

### Variatie en kruisinvloeden
De stijl leent zich tot variatie en kan worden gecombineerd met elementen van andere stijlen (meestal bdsm-kledij). Veel piercings en/of tatoeages zijn niet ongewoon en zowel mannen als vrouwen dragen vaak uitgebreide make-up. Haar is vaak zwart-blauw geverfd en is soms naar achteren gekamd om het er groot te doen uitzien. De overeenkomsten tussen gothic kleding en de mannelijke black-metalkledij maken het visuele onderscheid vaak klein. Net zoals bij punk is er in de vroege gothic mode veel sprake van eigen ontwerpen.